# 3식 전투기

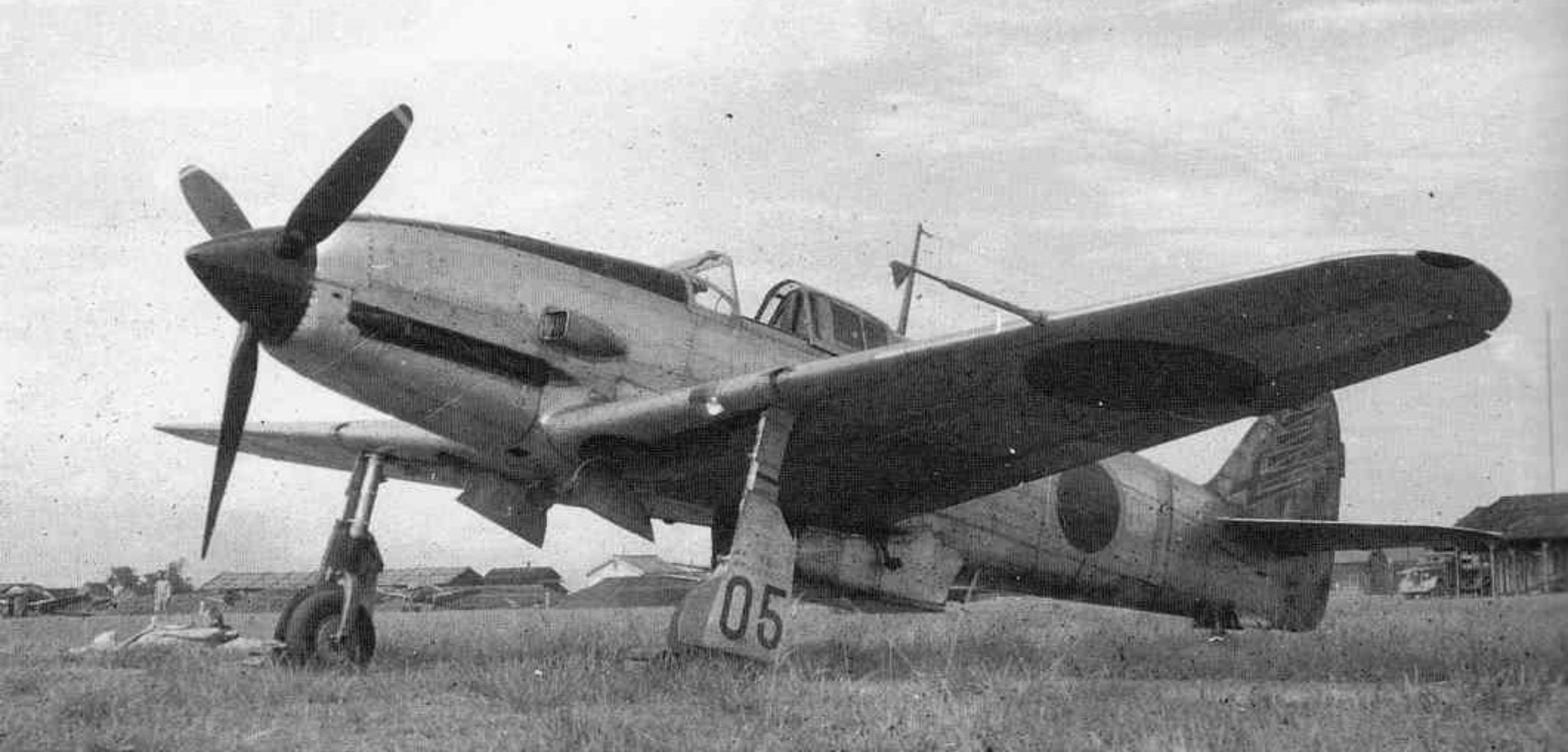
Ki-61

삼식전투기(일본어: 三式戦闘機 산시키센토우키[*])는 제2차 세계 대전 중 일본 육군 항공대가 가와사키에서 의뢰하여 개발한 일본 최초이자 유일한 수냉식 프로펠러 전투기다. 다른 일본 전투기들과 달리 독일 다임러-벤츠의 DB601A 엔진을 면허 생산한 Ha-40을 사용하여 기체 형태가 이탈리아의 Mc.202나 메서슈미트 Bf 109와 유사한 형태가 되었다. 시간이 지나면서 Ha-40 엔진의 문제점과 일본이 처음 장비한 수냉식 엔진에 대한 이해 부족 등으로 문제점을 드러냈고, 마지막까지 일본 본토 방공용으로 사용되었으나, 보잉 B-29 슈퍼포트리스와 P-51의 조합에 고전을 면치못했다. 히엔1과 히엔2가 있으며, 두 기종을 합해 총 3,159대(히엔1이 2,734대, 히엔2가 374대)가 생산되었다. 그러나 히엔2로 생산된 374대는 히엔2로 생산된 Ha-140 엔진의 부족으로 99대만 완성되었고, 나머지 275대 분의 기체는 5식 전투기용으로 돌려졌다.

## 개발
Ki-61은 1940년에 일본 육군의 요구로 개발하기 시작하여 1941년 말에 첫 시험 비행을 가졌다. 당시 일본은 해군 항공대와 육군 항공대가 따로 따로 필요한 군용기를 개발하고 있었다. 일본 육군은 가와사키에 고고도용 중전투기와 중저고도용 전투기의 개발을 요구했다. 고고도용 중전투기는 가와사키 Ki-60이고, 중저고도용이 Ki-61 히엔이다. Ki-60은 시제품 3대만 만들어진 후 엔진과 기체가 조화를 이루지 못한 실패작이 되었지만, Ki-61은 메서슈미트 Bf 109나 나카지마 Ki-44보다 빠른 속도와 기동성을 보여주어 일본 육군이 1942년 8월에 제식 채용하였다. 노획한 미국의 P-40 워호크와 비교 시험에서도 우수한 성능을 보여주었다.

## 실전과 문제점
Ki-61은 1943년 봄, 파푸아뉴기니에서 첫 실전 경험을 겪었다. 이 무렵에는 가볍고 민첩한 일본군기를 상대로 한 전법을 나름대로 체득한 연합군 조종사들도 히엔의 등장에 당혹감을 느꼈다. 이전까지 사용되었던 급강하하여 일본 전투기를 따돌리는 전술이 히엔에게는 통하지 않게 된 것이다. 첫 실전 투입 이후 일본군은 예상은 했지만, 역시 화력 부족 문제가 심각한 문제로 대두되어 주로 무기 체계를 바꾼 개량형을 만들게 되었다.(개량형 항목 참조) 히엔은 파푸아뉴기니를 시작으로 중국, 필리핀, 오키나와, 동남아시아와 남서태평양 등 태평양 전쟁 전선 전체에서 사용되었다.
연합군의 코드 네임인 "Tony"는 히엔이 개발되고 있을 당시, 통상적인 일본군 항공기들과 다른 특이한 기체가 개발 중이라는 정보를 입수한 연합군이 냉전 시절 나토 코드네임처럼 임시로 붙인 이름이다.
1943년 파푸아뉴기니에서 처음 히엔과 싸운 이후 연합군은 한동안 히엔에 시달렸으나, 1943년 가을부터 연합군이 노스아메리칸 P-51/F-51 머스탱이나 P-47, 그러먼 F6F 헬캣같은 신예기들을 투입하면서 히엔을 압도하기 시작했다. 전쟁 말에는 더 이상 고고도 성능이 딸려 미군 주력 기종이던 P-51을 상대하지 못했고, 일부는 가미카제 자살특공대용으로 사용되었다.

## 변형 및 개량형
3식 1형 갑(Ki-61-Ia)
초기 양산형이다. 양측 날개에 7.7mm 기관총 각 1정씩 2정과 기수에 12.7 mm 기관총 2정을 장착했다. 원래는 독일제 MG-151 20mm 기관포 또는 일본 국산인 Ho-5 20mm 기관포를 장착할 예정이었으나, 기관포들은 1943년 8월까지 생산되지 않았다.
3식 1형 을(Ki-61-Ib)
갑형의 화력 부족을 탓하며, 7.7mm 기관총을 모두 12.7mm으로 교체한 기종이다.
3식 1형 병(Ki-61-I-KAIc)
1943년 8월, 독일제 MG-151 20mm 기관포가 수입되어 날개에 20mm 기관포를 장착했다. 동체도 190mm 정도 길어졌다.
3식 1형 정(Ki-61-I-KAId)
일본 국산의 Ho-5 기관포가 생산되면서 기수에 기관포를 장착하고, 날개에 12.7mm 기관총을 장착했다.
3식 2형(Ki-61-II)
최초 개량형. 날개 넓이를 10% 늘리고, 1,500마력(1,120kw)의 Ha-140 엔진으로 엔진을 교체했다. 첫 비행은 1943년 8월에 있었다.
3식 2형 선행생산형(Ki-61-II-KAI)
1형의 날개를 도로 장착한 선행생산형. 동체 길이는 220mm 늘어났고, 방향타도 커졌다. 모두 30대가 생산되었다.
3식 2형 생산형(Ki-61-II-KAIa)
날개에 12.7mm 기관총 2정, 기수에 20mm 기관포 2문을 장착했다.
Ki-61-II-KAIb
20mm 기관포 4문 장착

## 운용 국가
- 일본 일본 제국 육군항공대
- 중국 인민해방군 공군 - 일부 노획 항공기를 사용함.
- 대만 공군- 일부 노획 항공기를 사용함.

## 제원

### 일반 특징
- 조종사: 1명
- 길이: 8.94 m (29 ft 4 in)
- 주익 길이: 12.00 m (39 ft 4 in)
- 높이: 3.70 m (12 ft 2 in)
- 주익 면적 : 20.00 m² (215.28 ft²)
- 내부 연료 저장 용량 : 550리터(145.2 갤론)
- 외부 연료 저장 용량 : 200리터(53.8 갤론) 보조연료탱크 2개
- 기본 중량 : 2,630 kg
- 최대 중량 : 3,470 kg
- 엔진 : 가와사키 Ha-40 수냉식 14기통, 1,540마력 엔진

### 성능
- 최대 속도 : 고도 5,000m에서 715km/h
- 항속거리 : 580 km (360마일)
- 실용 상승 한도: 13,200m (38,100 ft)
- 상승 속도: 15.2 m/s (2,983 ft/min)
- 날개 하중: 173.5 kg/m² (35.5 lb/ft²)
- 중략 대비 추력: 0.25 kW/kg (0.15 hp/lb)
- 최고 고도까지 도달 소요 시간 : 5,000 m까지 7분 소요 (16,405 ft)

### 무장
- Ho-5 20mm 기관포 2문 / 1문당 기관포탄 120발 탑재
- Ho-103 12.7mm 기관총 2정 / 1정당 12.7mm 기관총탄 200발 탑재
- 250kg 폭탄 2발

## 관련 정보
비교 기종
가와사키 Ki-100 - 하인켈 He100 - 마키 C202 - 라보치킨 LaGG-3

## 외부 추가 정보
- Vectorsite article (public domain)
- 일본에 보내진 Bf-109

## 같이 보기
- 5식 전투기
- 커티스 P-40 워호크
- 호커 허리케인
- 하인켈 He 100
- 메서슈미트 Bf 109
- 미코얀-구레비치 MiG-3
- P-51 머스탱
- 슈퍼마린 스피트파이어
- 야코블레프 Yak-1

## 참고 문헌
- <네오> 2004년 12월 호
- 영어판 위키